# Kurjan
Kurjan là một xã trong quận Fier thuộc hạt Fier, Albania. Dân số năm 2005 là 5276 người.